# Dipsacus laciniatus

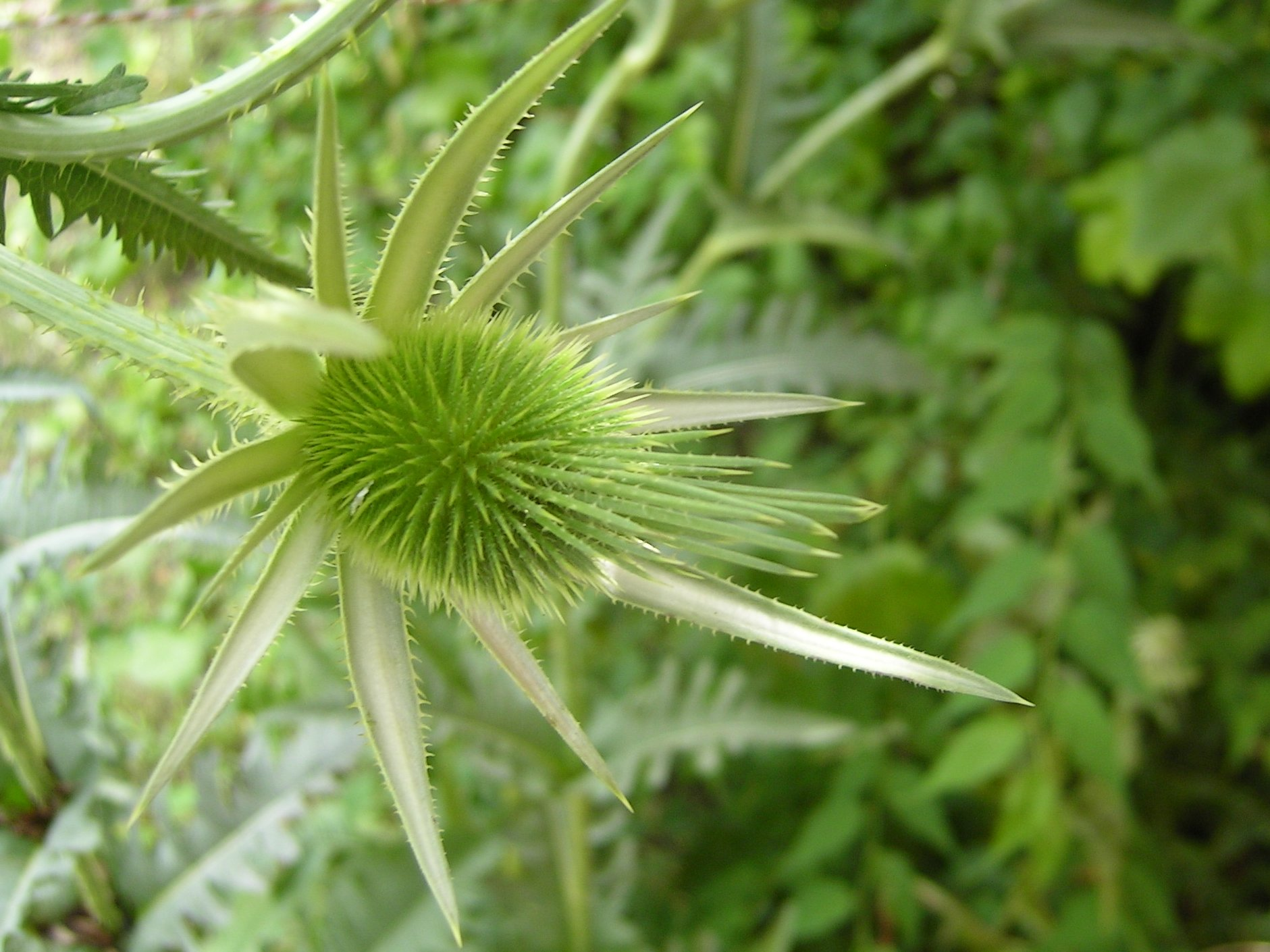
Dipsacus laciniatus.

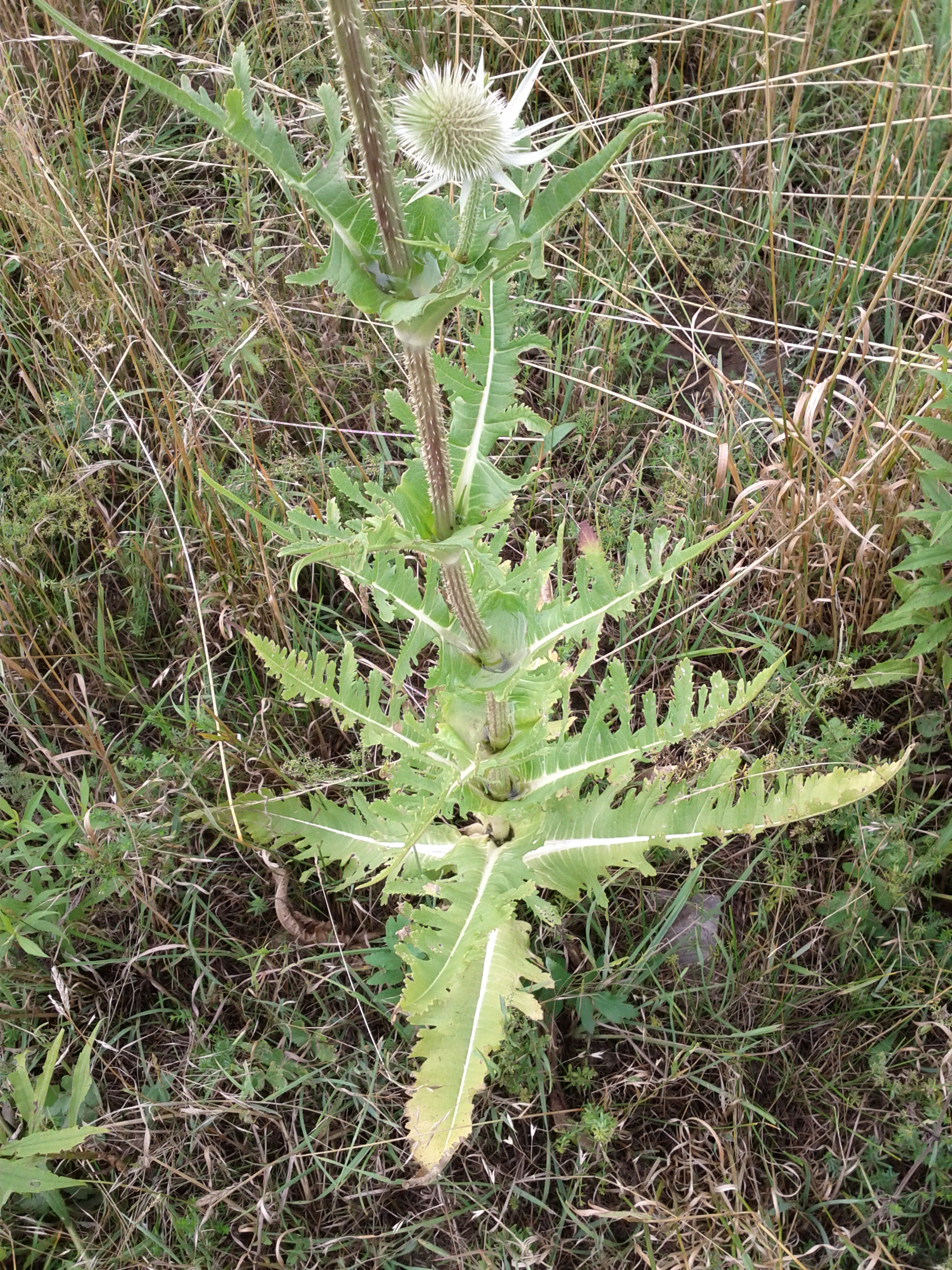
Vista de la planta en su hábitat

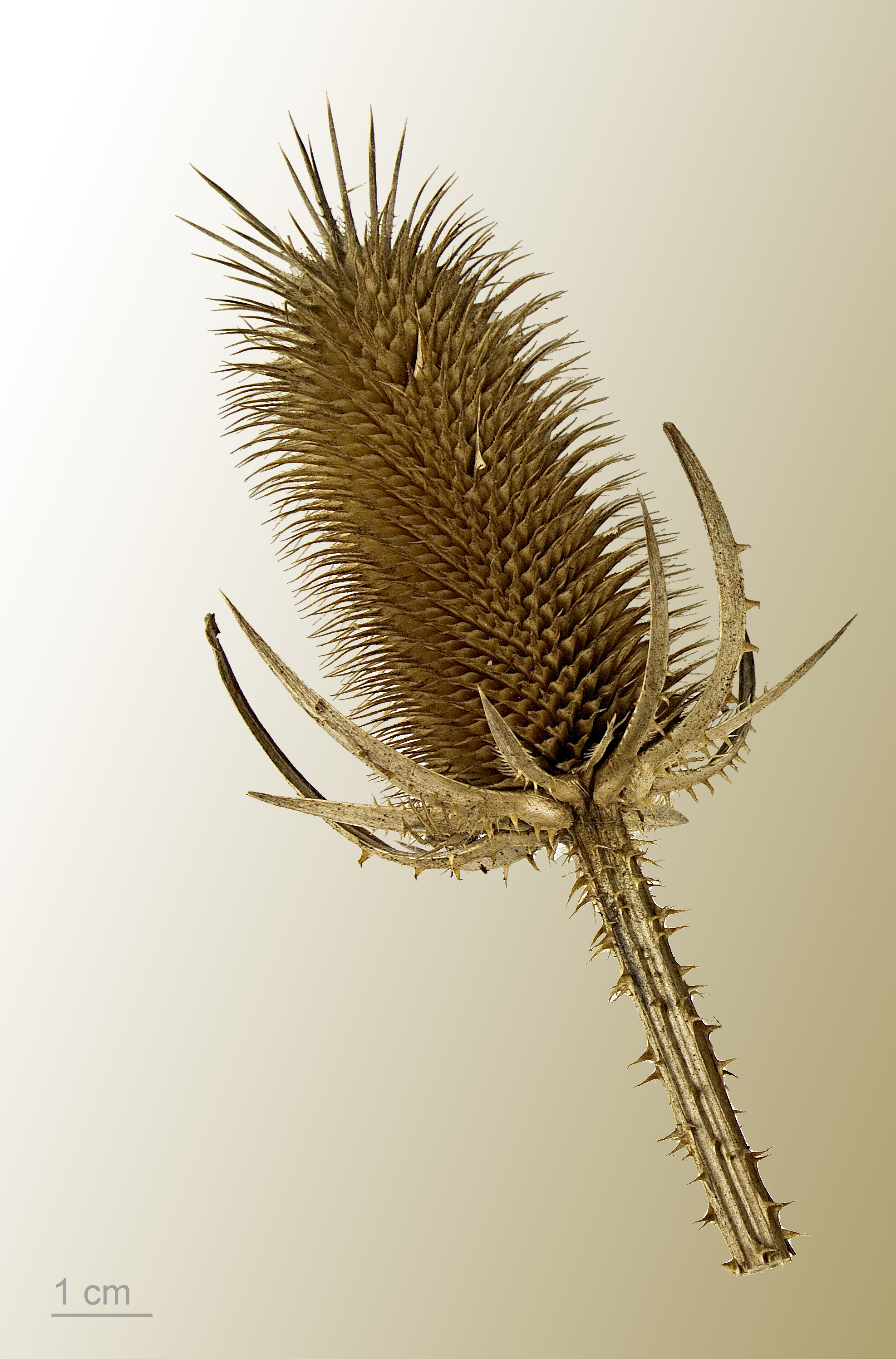
Dipsacus laciniatus

Dipsacus laciniatus es una especie de fanerógama bienal del género Dipsacus  de la antigua familia Dipsacaceae ahora subfamilia Dipsacoideae. 

## Distribución y hábitat
Semejante en características y propiedades a la Dipsacus fullonum, crece en praderas, terrenos baldíos e incultos y bordes de ríos. Es natural del Asia templada; y de muchos partes de Europa: Albania, Austria, Italia, Francia y Alemania.

## Descripción
Es una planta grande equipada con aguijones finales.  Sus hojas son alargadas. Las hojas caulinas son delgadas, y con pico pentalobulado. Al igual que otras especies del género Dipsacus, las hojas caulinas son pareadas soldadas a su base. La inflorescencia es una cabeza en la cima, con espinosas brácteas,  ligeramente curvadas hacia arriba, más cortas y más anchas que las brácteas de Dipsacus fullonum. Tiene diminutas flores blancas o rosa pálido con cuatro lóbulos en la corola.

## Ecología
El ácaro Leipothrix dipsacivagus está siendo investigado como un posible agente de control biológico de plagas para esta planta.

## Propiedades
- Son, como casi todos los cardos, diuréticas, sudoríficas y depurativas.
- En el pasado algunas formas se utilizaron para cardar la lana.
- Se pueden preparar infusiones con la raíz contra la artritis.
- Las raíces maceradas con vino sirven para curar heridas.

## Taxonomía
Dipsacus laciniatus fue descrita por Carlos Linneo y publicado en Species Plantarum 1: 97. 1753.
Citología
Tiene un número de cromosomas de: n = 9.
Etimología
Dipsacus: nombre genérico que deriva del griego dípsakos; latinizado dipsacos  = en Dioscórides y Plinio, planta de tallos y hojas espinosas, y flores reunidas en cabezuelas espinosas, semejantes al erizo. Sin duda, se trata de las cardenchas –varias especies del género Dipsacus L. (Dipsacaceae), principalmente D. fullonum L.–. Según Dioscórides, en la versión de Laguna, “las hojas luengas, espinosas [...] las quales de dos en dos abraçan el dicho tallo por cada juntura, ò nudo, haziendo con sus partes baxas (con las que se juntan) ciertas concavidades, en que se recoja y reciba la lluvia, ò rocio, de do vino esta planta a llamarse Dipsacos, que quiere dezir sedienta” –gr. dípsa, = "sed".
laciniatus: epíteto latino que significa "con cortes profundos".
Sinonimia
- Dipsacus microcephalus Martrin-Donos
- Dipsacus pseudosylvestris Schur[6]